# Mazarambroz
Mazarambroz ist ein Dorf und eine zentralspanische Gemeinde (municipio) mit 1.270 Einwohnern (Stand: 2024) in der Provinz Toledo in der Autonomen Gemeinschaft Kastilien-La Mancha.

## Lage
Mazarambroz liegt etwa 28 Kilometer südwestlich von Toledo in der historischen Provinz La Mancha in einer Höhe von ca. 775 m.
Das Klima im Winter ist rau, im Sommer dagegen trocken und warm; der Regen (ca. 453 mm/Jahr) fällt überwiegend in den Wintermonaten.

## Bevölkerungsentwicklung
| Jahr      | 1970 | 1981 | 1991 | 2001 | 2011 | 2021 |
| Einwohner | 1290 | 1213 | 1204 | 1220 | 1343 | 1258 |

## Sehenswürdigkeiten
- Kirche Mariä Himmelfahrt
- Franziskuskapelle
- Palacio de El Castañar, 1904 errichtetes Herrenhaus (Nachahmung des Abbotsford House)

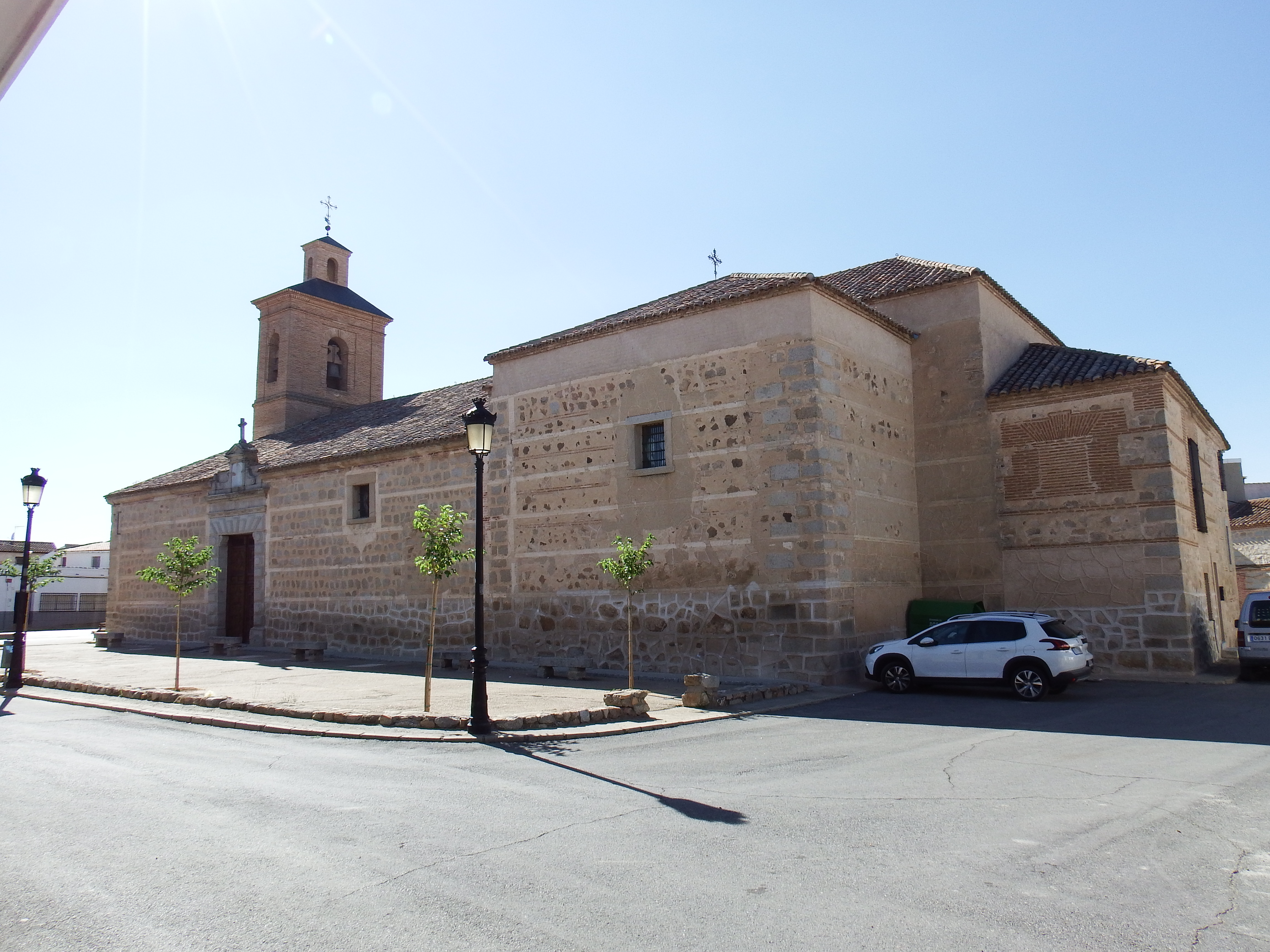
Kirche Mariä Himmelfahrt
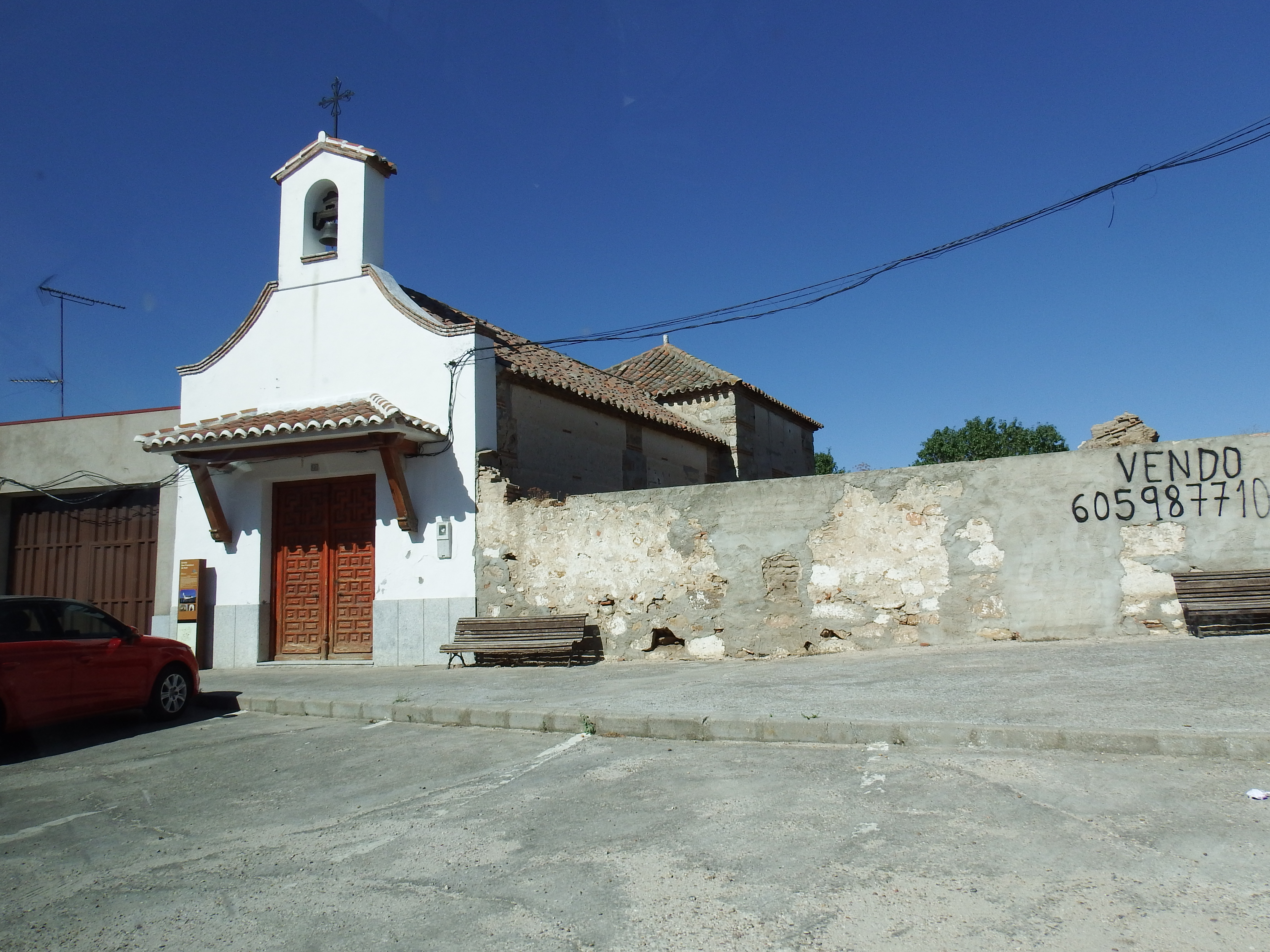
Franziskuskapelle
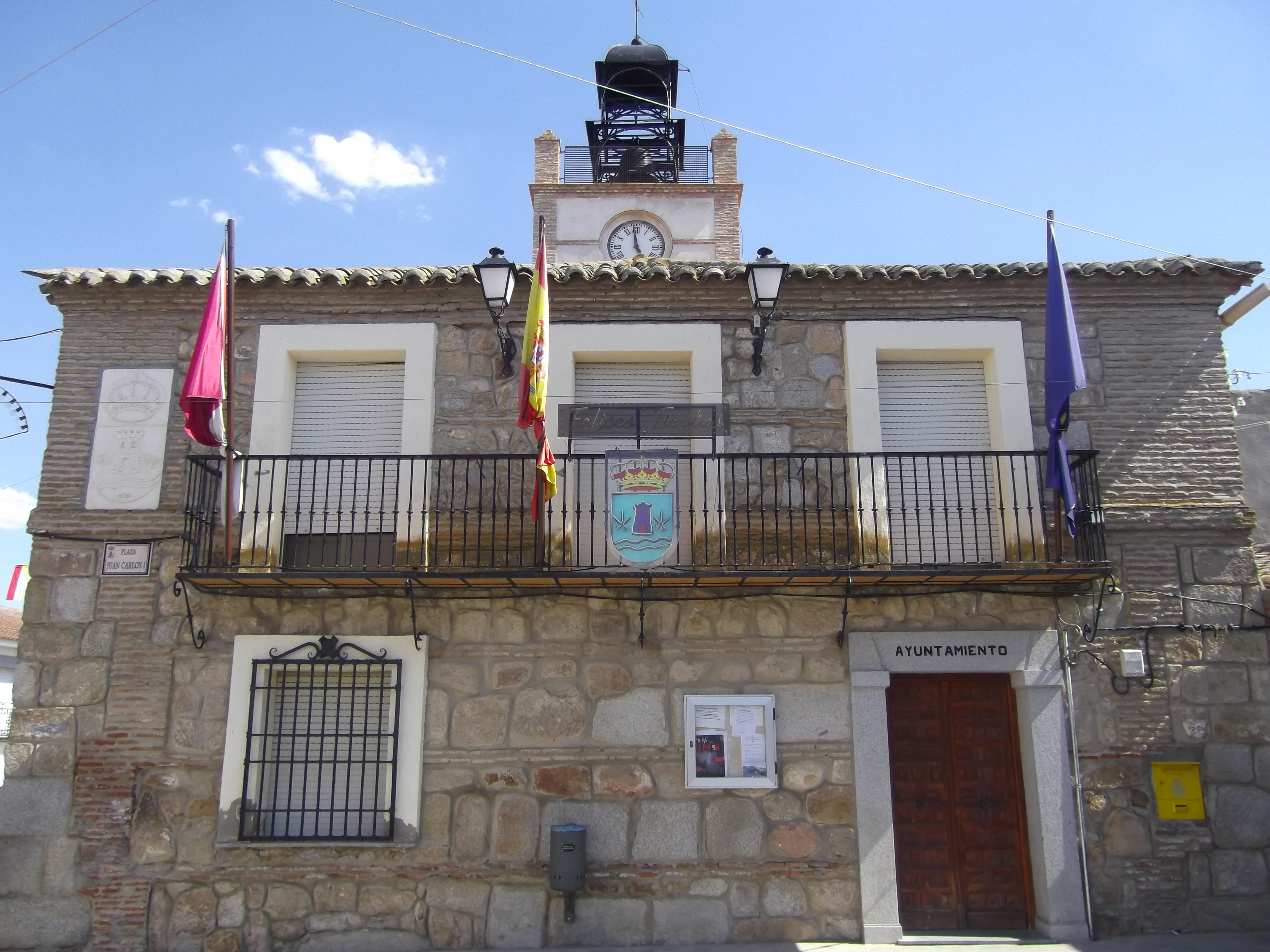
Rathaus
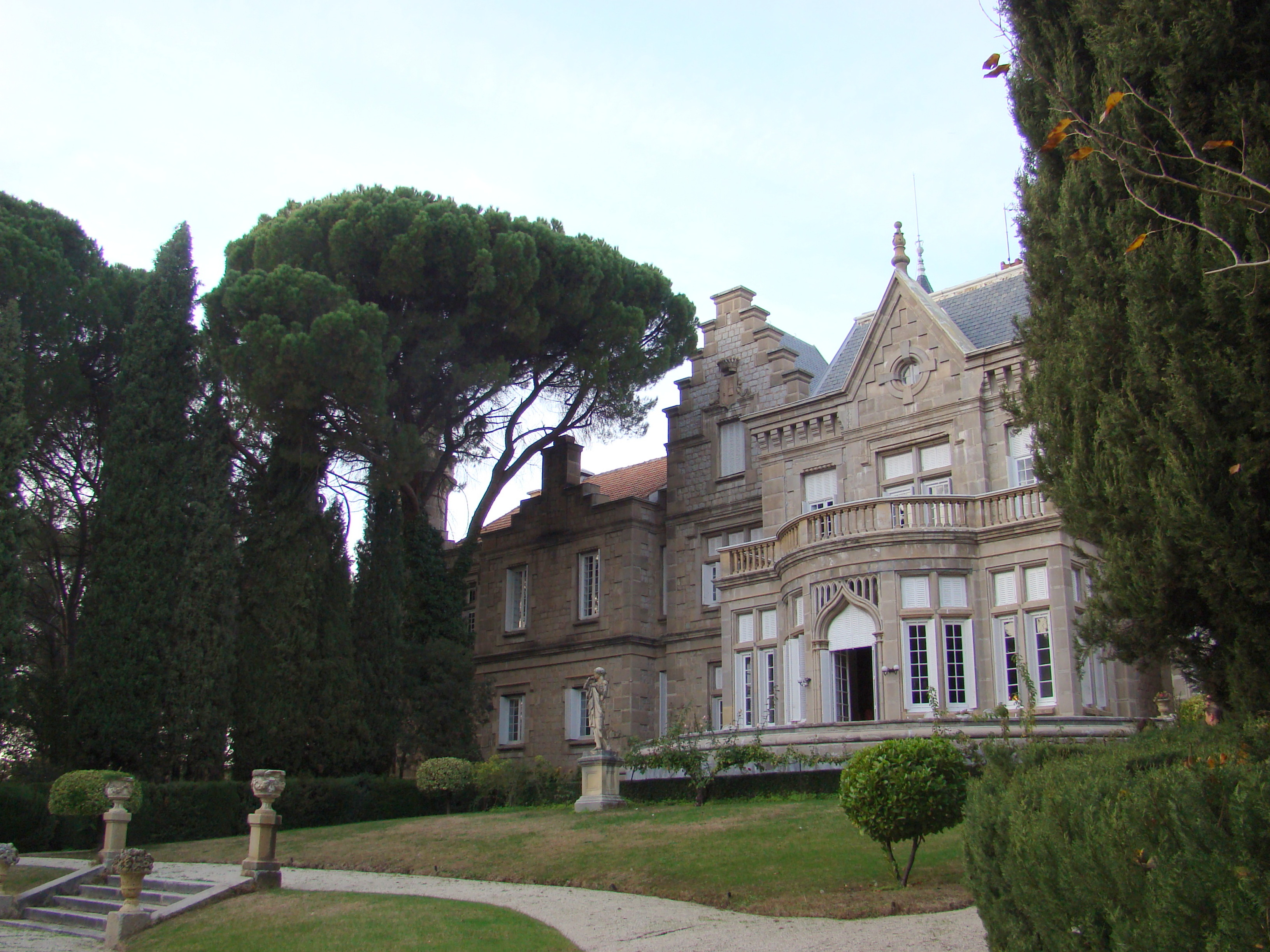
Palacio de El Castañar

## Persönlichkeiten
- Casiano Alguacil (1832–1914), Fotograf